# Walkertshofen
Walkertshofen é um município da Alemanha, situado no distrito de Augsburg, no estado da Baviera. Tem 12,68 km² de área, e sua população em 2019 foi estimada em 1.092 habitantes.